# Bobry (rejon wołożyński)
Bobry (biał. Бабры; ros. Бобры) – wieś na Białorusi, w obwodzie mińskim, w rejonie wołożyńskim, w sielsowiecie Wiszniew.

## Historia
W czasach zaborów wieś w gminie Krewo, w powiecie oszmiańskim, w guberni wileńskiej Imperium Rosyjskiego. W 1866 roku należała do dóbr Wiszniew, Chreptowiczów. W 1905 roku wieś liczyła 33 mieszkańców, 41 dziesięcin.
W latach 1921–1945 wieś leżała w Polsce, w województwie wileńskim, w powiecie oszmiańskim, w gminie Krewo.
W 1931 wieś w 5 domach zamieszkiwało 30 osób.
Wierni należeli do parafii rzymskokatolickiej w Wiszniewie. Miejscowość podlegała pod Sąd Grodzki w Smorgoniach i Okręgowy w Wilnie; właściwy urząd pocztowy mieścił się w Wiszniewie.